# Josh Dibb
Josh Dibb, známý rovněž jako Deakin (* 6. ledna 1978) je americký hudebník, člen skupiny Animal Collective. Studoval na Park School of Baltimore, kde se setkal s ostatními členy skupiny (s jedním z nich, s Noahem Lennoxem, se znal již od dětství). Po univerzitních studiích působil ve skupině Animal Collective, avšak nehrál na všech jejích albech. Dále je například autorem remixů písní od skupin Goldfrapp a Ratatat, ale také hudebníka vystupujícího pod jménem Pantha du Prince. Své první sólové album nazvané Sleep Cycle vydal v roce 2016.